# Gunniopsis zygophylloides
Gunniopsis zygophylloides là một loài thực vật có hoa trong họ Phiên hạnh. Loài này được (F.Muell.) Diels mô tả khoa học đầu tiên năm 1904.